# گمینا کژوچا
گمینا کژوچا (به لهستانی:  Gmina Krzywcza) یک گمینا در لهستان است که در شهرستان پژمشل واقع شده‌است. گمینا کژوچا ۹۴٫۴۷ کیلومتر مربع مساحت و ۴٬۸۹۷ نفر جمعیت دارد.